# Smalbladig harört
Smalbladig harört (Bupleurum falcatum) är en flockblommig växtart som beskrevs av Carl von Linné. Smalbladig harört ingår i släktet harörter, och familjen flockblommiga växter. Arten är reproducerande i Sverige.

## Bildgalleri

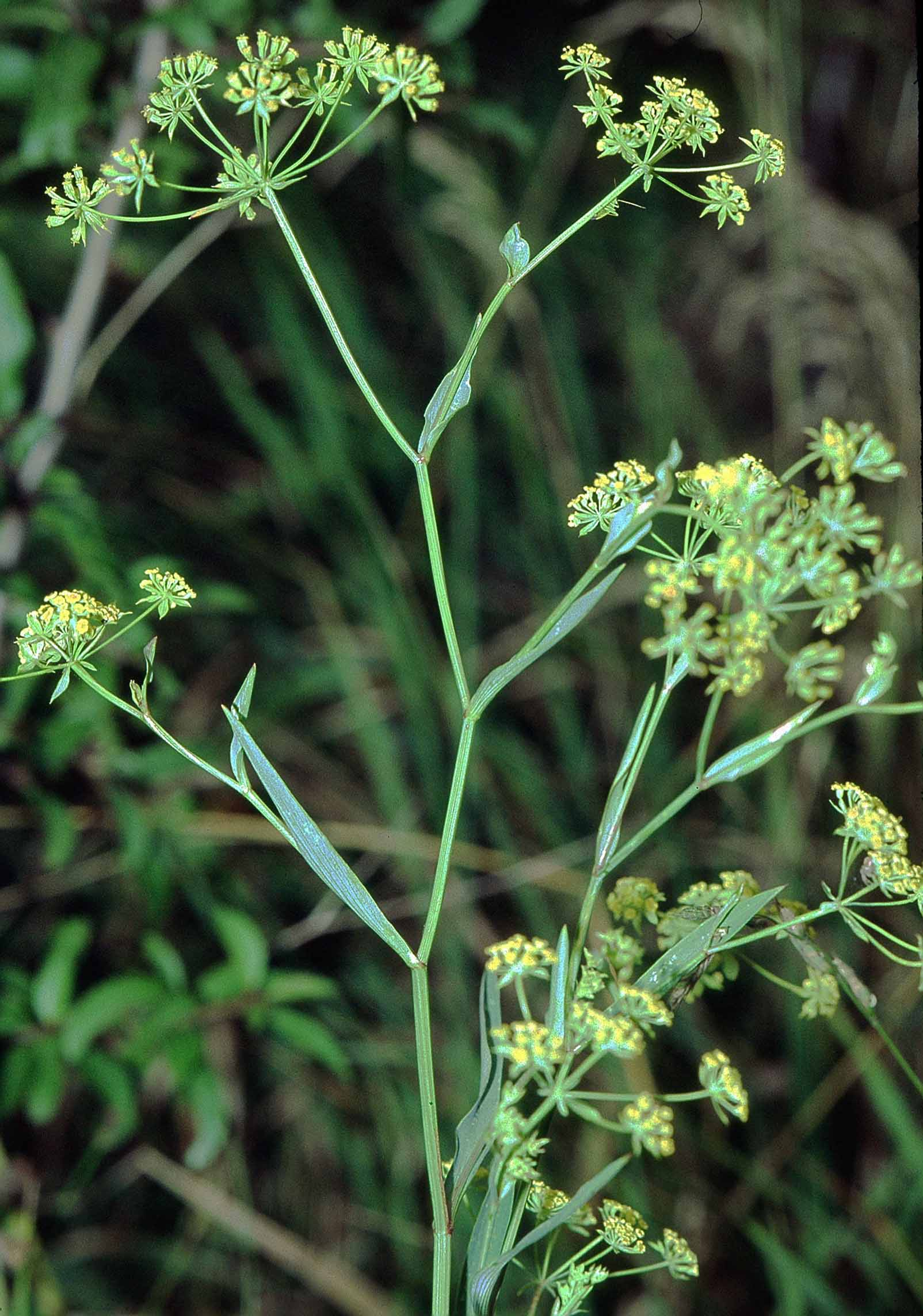
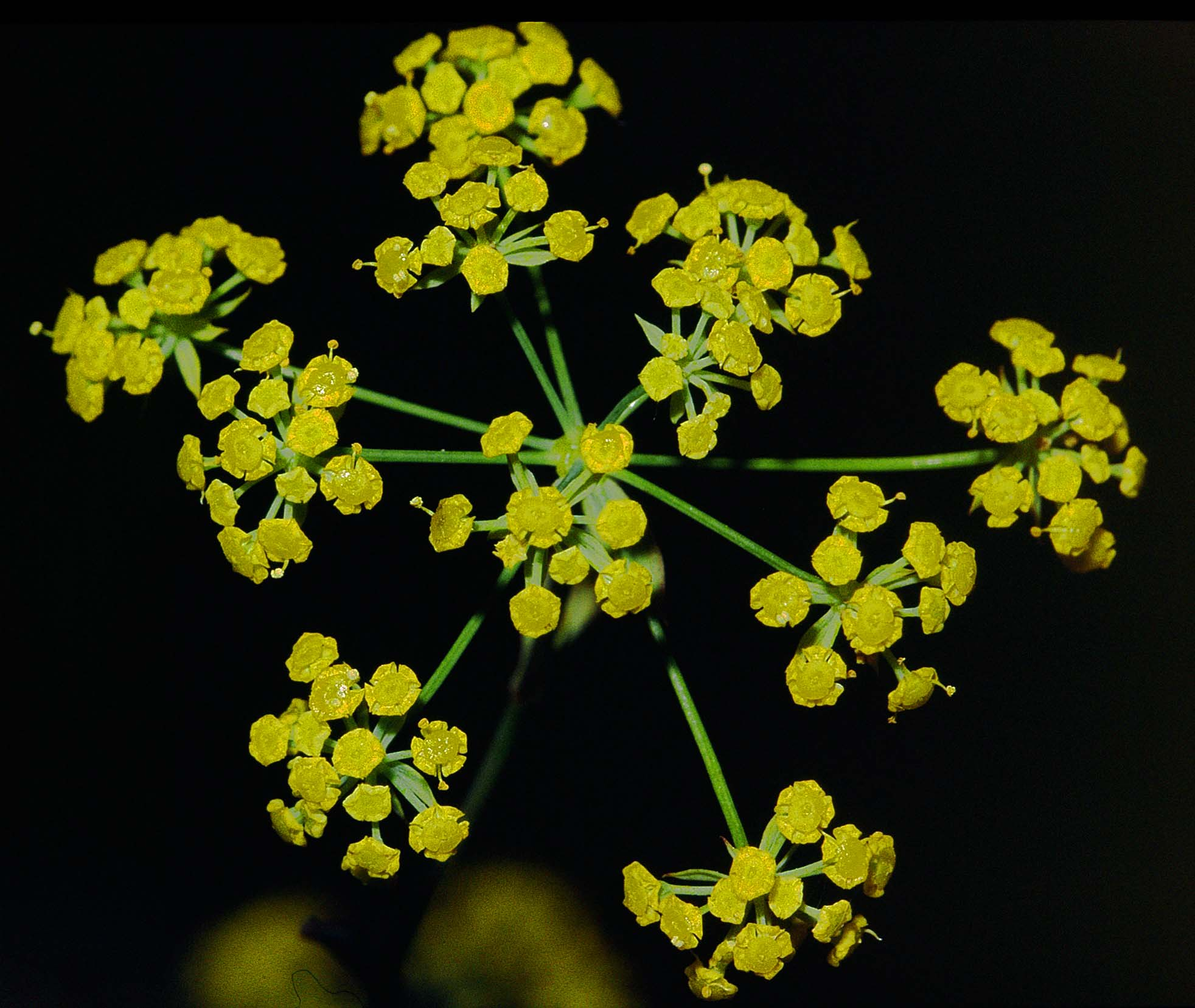
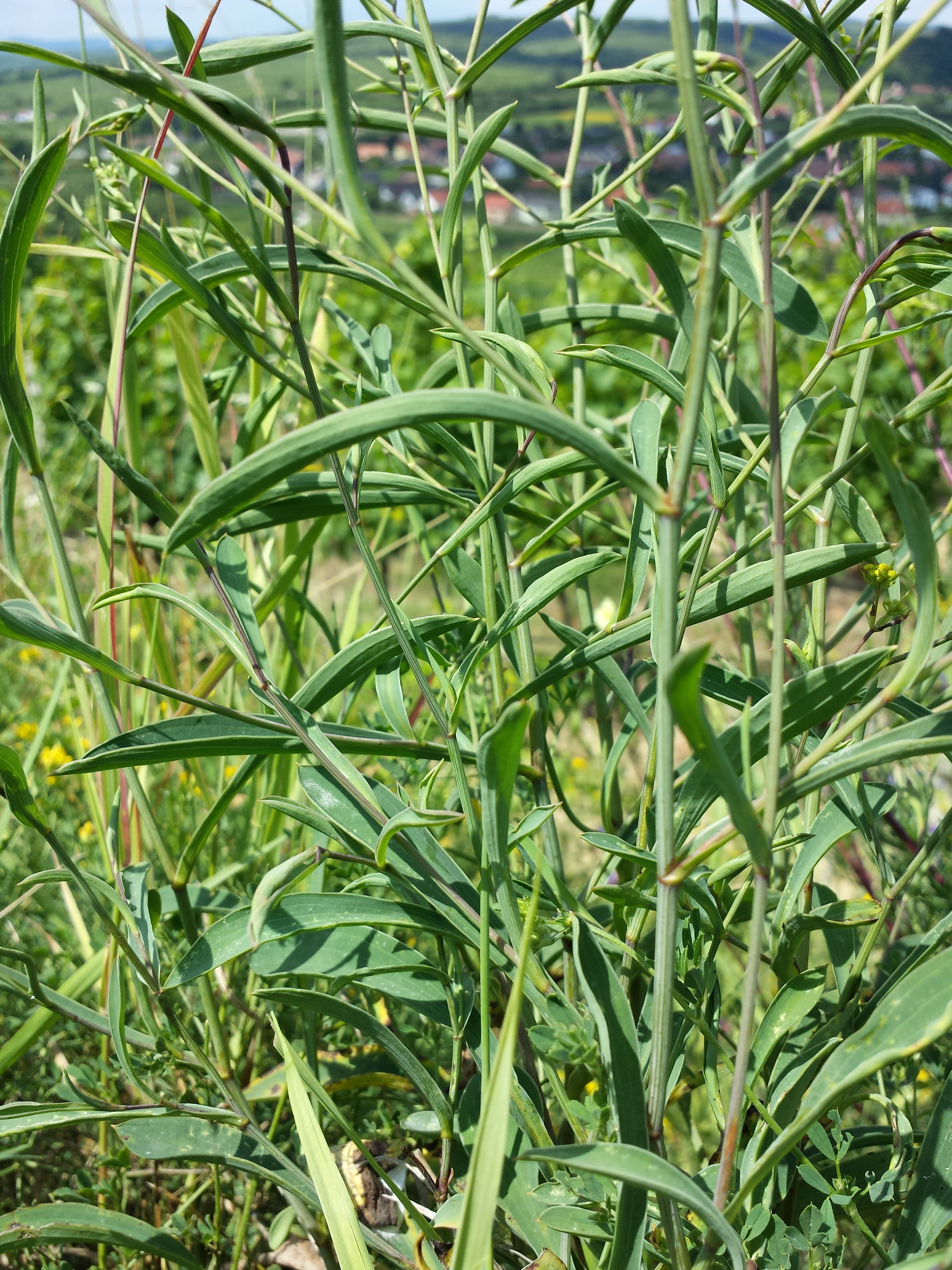
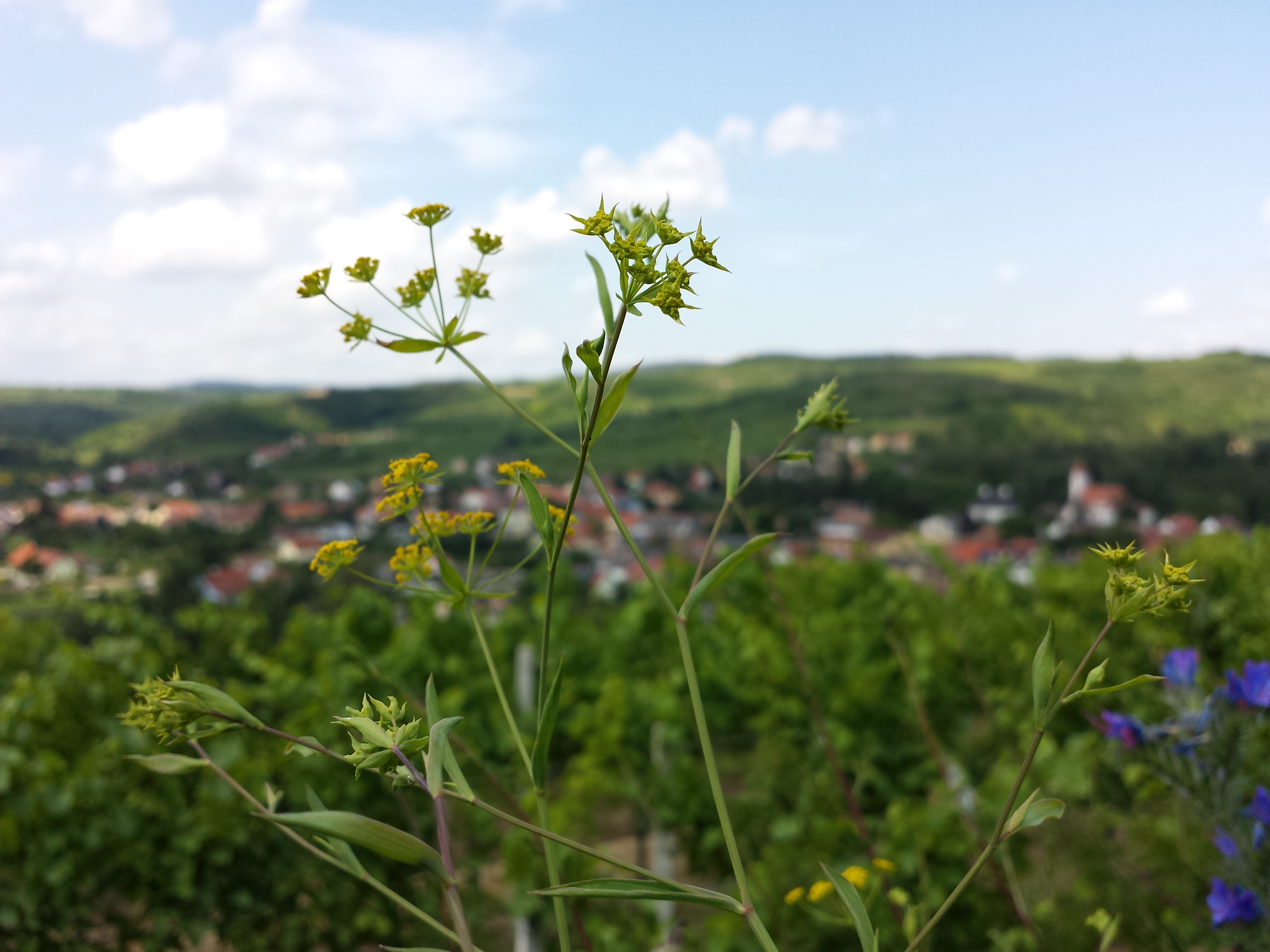
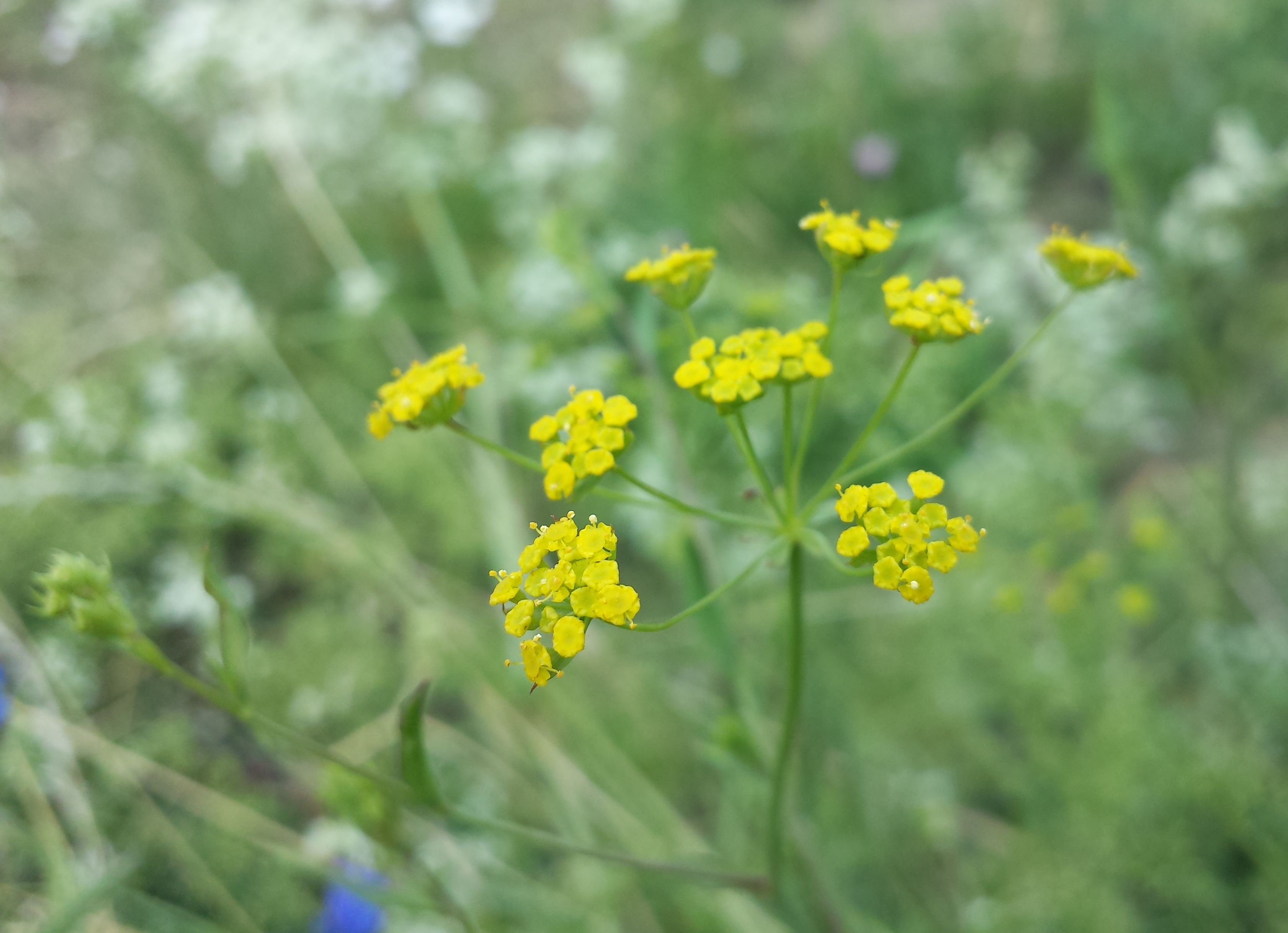
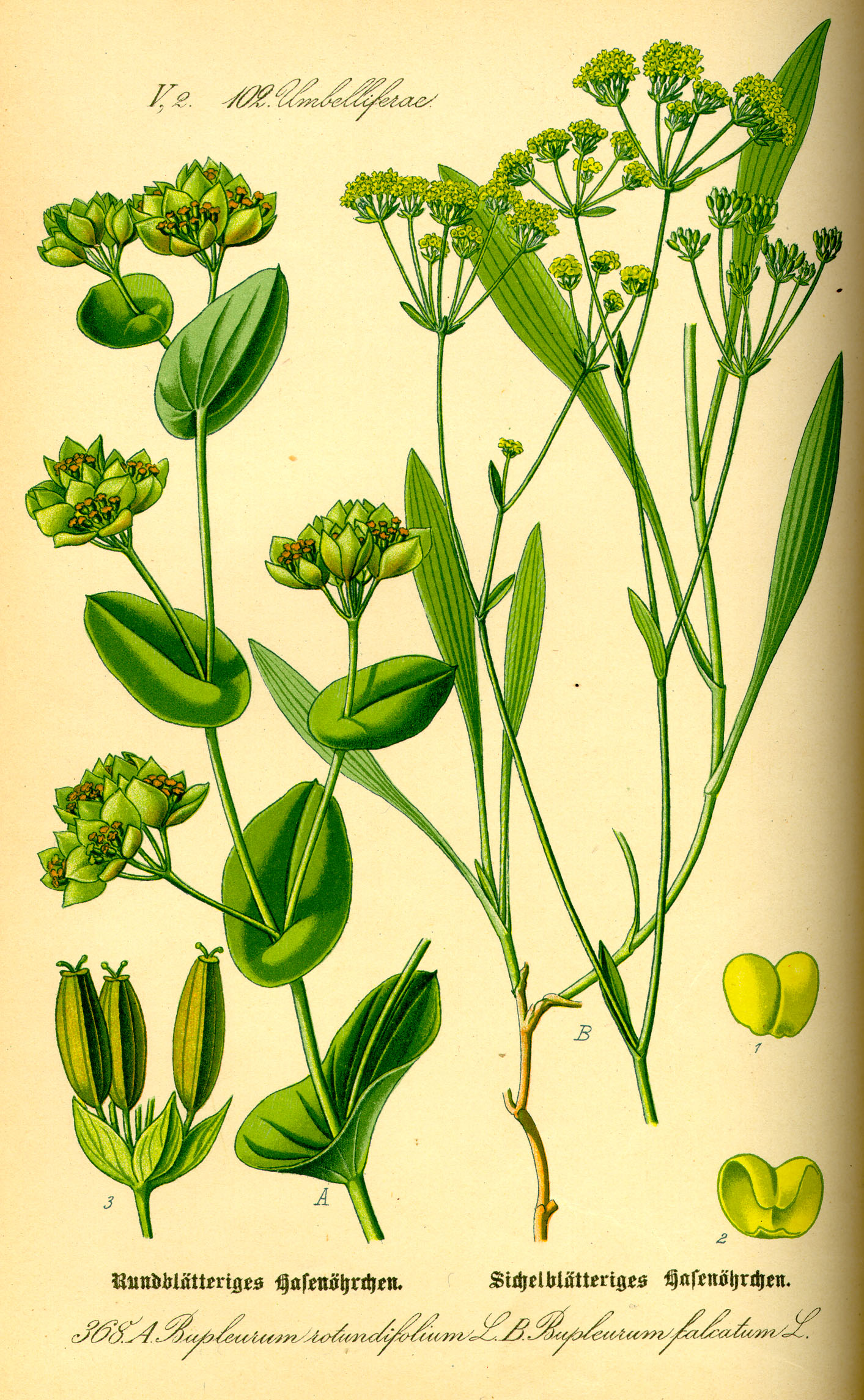